# Xenophilus aerolatus
Xenophilus aerolatus es una bacteria gramnegativa del género Xenophilus. Fue descrita en el año 2010. Su etimología hace referencia a aire. Es aerobia y móvil por flagelo polar. Tiene un tamaño de 0,6-0,8 μm de ancho por 1-1,4 μm de largo. Catalasa y oxidasa positivas. Forma colonias amarillas y circulares. Temperatura de crecimiento entre 10-35 °C, óptima de 25-30 °C. Se ha aislado de muestras de aire en Corea del Sur.
Se ha descrito un caso de peritonitis en un niño de 6 años, por una complicación de diálisis peritoneal.